# V500 Aquilae

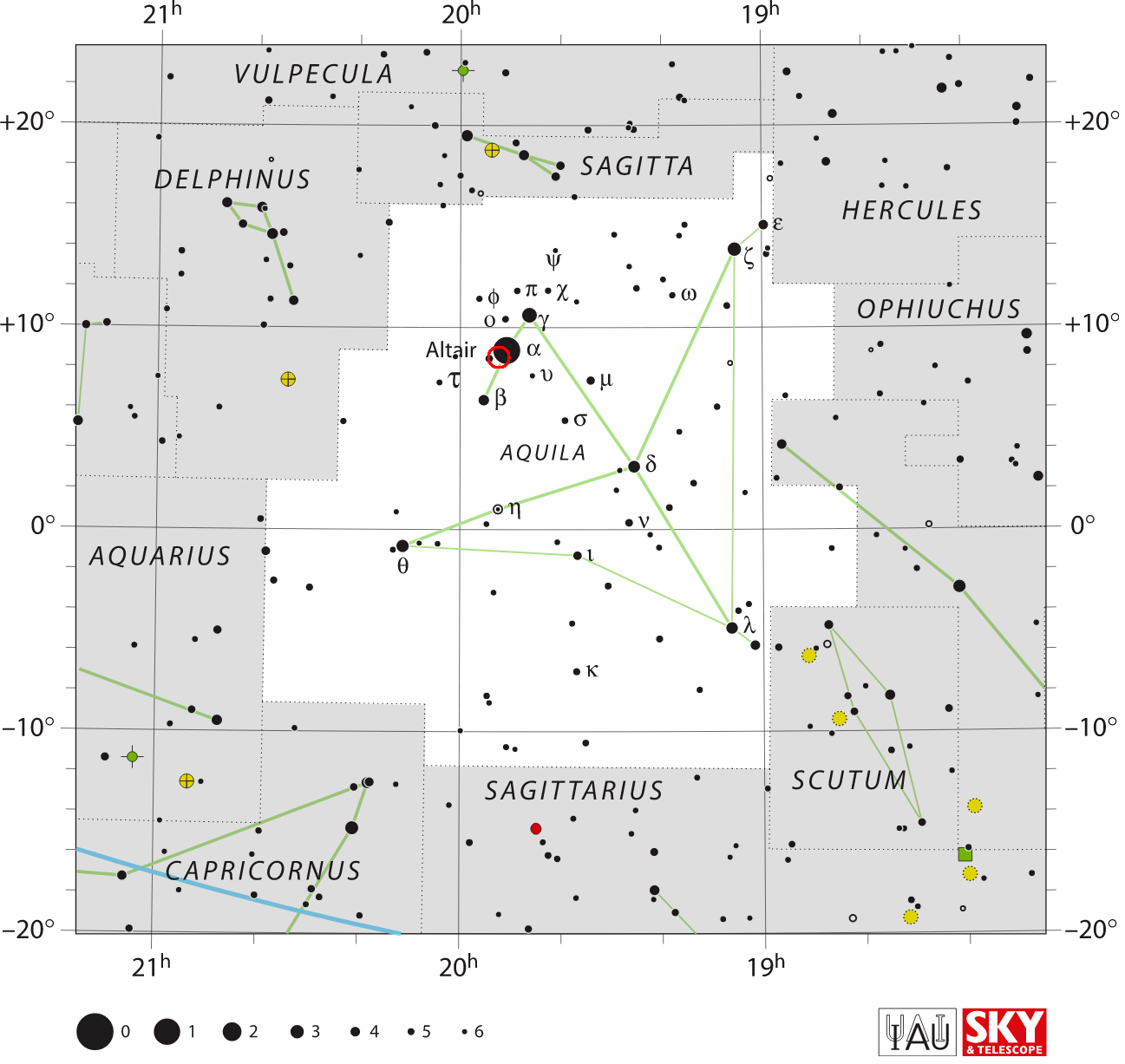
Emplacement des V500 Aquilae (encerclées en rouge)

V500 Aquilae (ou Nova Aquilae 1943) était une nova qui survint en 1943 dans la constellation de l'Aigle. Elle atteignit une magnitude minimale (correspondant à une luminosité maximale) de 6,1.

## Coordonnées
- Ascension droite : 19h 52m 27s.98
- Déclinaison : +08° 28' 41".6